# Nelly, la dompteuse
Pour plus de détails, voir Fiche technique et Distribution.
Nelly, la dompteuse (titre original : Nelly, la domatrice) est un court-métrage italien muet en noir et blanc réalisé par Mario Caserini, sorti en 1912. 

## Fiche technique
- Titre : Nelly, la dompteuse
- Titre original : Nelly, la domatrice
- Réalisation : Mario Caserini
- Producteur : Arturo Ambrosio
- Société de production : Società Anonima Ambrosio
- Pays de production :  Royaume d'Italie
- Format : Noir et blanc — 35 mm — 1,33:1 —  Muet
- Genre : Comédie
- Format : court-métrage noir et blanc coloré, muet, rapport de forme : 1.33 : 1
- Durée : 25 minutes (Italie et États-Unis : 622 m (2 bobines), France : 682 m)
- Dates de sortie : 
  - Royaume d'Italie : août 1912
  - Royaume-Uni : 1er septembre 1912
  - France : 20 septembre 1912

## Distribution
- Fernanda Negri Pouget : Nelly
- Mario Bonnard
- Alfred Schneider
- Mario Voller-Buzzi
- Antonietta Calderari
- Oreste Grandi